# Cucafera de Begues
La Cucafera de Begues és un element de bestiari festiu de Begues (Baix Llobregat).
Alexandre Nolla (actor, escultor i pintor), un estiuejant que a primers del segle venia a passar els estius a Begues, va pensar a construir un animal fantàstic, com els que alegraven les festes populars d'arreu de Catalunya. Només en un mes va fer un animal de catrópedra que calien set persones a l'interior per poder moure'l. Ramon Bech va escriure l'Himne a la cuca fera de Begues i Josep Maria Torrens en feu la música. La Cuca Fera de Begues va sortir per primera vegada els dies 1 i 2 de setembre de l'any 1934 amb motiu de les Festes de Pau i Germanor. Va recórrer el poble pels carrers encara no asfaltats que destrossaren les petites rodes de ferro i deixaren la bèstia tan desgavellada que no se'n va tornar a sentir parlar. No va ser fins a l'any 1976 que va sorgir la idea de ressuscitar la Cuca Fera d'abans de la guerra i els del club de futbol Begues van proposar a Santiago Maluquer que col·laborés en la reconstrucció d'un animal fantàstic i amb l'ajuda d'algunes fotografies i dibuixos que li van servir de guia, va reproduir de la manera més fidel possible l'escultura de Nolla. Finalment el dia 24 de juliol la Cuca Fera va renéixer després de 42 anys d'oblit. Des d'aleshores cada any per la festa major, la Cuca Fera surt al carrer i és l'acte més esperat i que més gent congrega tant de fora com del mateix municipi. També és convidada a assistir a altres festes majors properes.